# 喬爾帕尼鄉
44°43′38″N 26°06′34″E / 44.72724°N 26.10957°E
喬爾帕尼鄉（羅馬尼亞語：Comuna Ciolpani, Ilfov），是羅馬尼亞的鄉份，位於該國南部，由伊爾福夫縣負責管轄，面積42平方公里，海拔高度114米，2007年人口4,255，人口密度每平方公里101人。